# Triệu (họ)
Triệu là một họ phổ biến của người thuộc vùng Văn hóa Đông Á, gồm Việt Nam, Trung Quốc (chữ Hán: 趙, Bính âm: Zhao, Wade-Giles: Chao) và Triều Tiên (Hangul: 조, Romaja quốc ngữ: Jo).
Tại Trung Quốc trong sách Bách gia tính (liệt kê các họ của người Trung Quốc) thì họ Triệu đứng đầu tiên vì tác phẩm được xuất bản thời nhà Tống, khi các hoàng đế Trung Quốc mang họ Triệu. Họ này cũng có mặt ở Việt Nam, đặc biệt là ở Hà Giang, Cao Bằng, Lạng Sơn, Thanh Hóa

## Lịch sử họ Triệu tại Việt Nam
Tại Việt Nam, họ Triệu là một dòng họ rất lâu đời và có nhiều người nổi tiếng. người họ Triệu có thể là người Kinh, người Mường hay người của dân tộc khác, họ sống trải dài khắp các vùng của Việt Nam, song tập trung ở phía bắc nhiều hơn.

## Người Việt Nam họ Triệu nổi bật
| Tên              | Sinh thời   | Hoạt động |
| ---------------- | ----------- | --- |
| Nhà Triệu        | 257-111 TCN | 5 vua Nam Việt bắt đầu từ Triệu Đà (257-137 TCN) |
| Triệu Quốc Đạt   | ?-248       | Anh trai của Bà Triệu. Năm 246 ông tụ binh khởi nghĩa chống lại nhà Đông Ngô bấy giờ đang đô hộ Việt Nam, tử trận năm 248.                                                          |
| Bà Triệu         | 225-248     | Tên thật là Triệu Thị Trinh, anh hùng dân tộc Việt Nam, kế tục anh trai lãnh đạo khởi nghĩa, quê nay là Yên Định, Thanh Hóa                                                         |
| Triệu Túc        | 470-545     | Đại thần lập nước Vạn Xuân, cha Triệu Quang Phục, phò giúp Lý Nam Đế, tử trận trong cuộc chiến chống quân Lương năm 545                                                             |
| Triệu Việt Vương | ?-571       | Tên tục là Triệu Quang Phục, lãnh tụ khởi nghĩa kế tục Lý Nam Đế đánh đuổi quân nhà Lương, giữ nền độc lập cho nước Vạn Xuân. Năm 571, ông bị Lý Phật Tử đánh úp và thua trận.      |
| Triệu Từ Truyền  | 1947-...    | Tên thật là Triệu Công Tinh Trung, nhà thơ, quê nay là thành phố Sa Đéc, tỉnh Đồng Tháp                                                                                             |
| Triệu Mùi Nái    | 1964-...    | Người Dao, Đại biểu Quốc hội Việt Nam khóa 13 (2011-16), quê xã Quyết Tiến, huyện Quản Bạ, Hà Giang                                                                                 |
| Triệu Tài Vinh   | 1968-...    | Người Dao, Đại biểu Quốc hội Việt Nam khoá 14 (2016-21), Bí thư Tỉnh ủy Đảng CSVN Hà Giang, Ủy viên BCHTW Đảng CSVN khoá 11, 12, quê xã Hồ Thầu, huyện Hoàng Su Phì, tỉnh Hà Giang. |
| Triệu Thị Bình   | 1977-...    | Người Dao, Đại biểu Quốc hội Việt Nam khóa 11 và 12 (2001-11), quê Yên Bái |
| Triệu Đình Sinh  | 1977-...    | Người Dao, Đại biểu Quốc hội Việt Nam khóa 12 (2006-11), quê Quảng Ninh |
| Triệu Thị Huyền  | 1992-...    | Người Dao, Đại biểu Quốc hội Việt Nam khóa 14 (2016-21), quê xã Minh An, Văn Chấn, Yên Bái                                                                                          |

## Người Trung Quốc họ Triệu nổi bật
- Triệu Thôi hiệu là Triệu Thành tử, mở đầu cho gia tộc Triệu thị nắm quyền ở nước Tấn.
- Triệu Thuẫn, thừa tướng nước Tấn thời Xuân Thu
- Triệu Vũ hiệu là Triệu Văn tử, ông đã phục hưng gia tộc sau khi bị án tru di đời Triệu Sóc.
- Các vua nước Triệu thời Chiến Quốc, tiêu biểu là Triệu Vũ Linh vương
- Triệu Xa, danh tướng thời Chiến Quốc
- Triệu Vân tự Tử Long, một trong Ngũ Hổ tướng Thục Hán thời Tam Quốc
- Triệu Cơ, thân mẫu Tần Thủy Hoàng
- Triệu Chính, tức Tần Thủy Hoàng
- Triệu Cao, đại hoạn quan nhà Tần
- Triệu Phi Yến, mĩ nhân nổi tiếng thời nhà Hán
- Các vua nhà Tống bắt đầu từ Triệu Khuông Dẫn
- Triệu Lương Đống, Tướng lĩnh nhà Thanh thời Khang Hy
- Triệu Công  Minh : Nhân Vật trong Tiểu thuyết Phong Thần Diễn Nghĩa
- Triệu Tử Dương, tổng bí thư Đảng Cộng sản Trung Quốc
- Triệu Khắc Thạch, thượng tướng PLA
- Triệu Tông Kỳ, thượng tướng PLA
- Triệu Lạc Tế, ủy viên thường vụ Bộ Chính trị
- Triệu Vi, diễn viên Trung Quốc
- Triệu Đình,  đạo diễn, nhà làm phim người Trung Quốc nhưng chủ yếu sinh sống và làm việc tại Mỹ
- Triệu Văn Trác, diễn viên Trung Quốc
- Triệu Dịch Hoan, diễn viên Trung Quốc
- Triệu Lệ Dĩnh, diễn viên Trung Quốc
- Triệu Lộ Tư, nữ diễn viên trẻ Trung Quốc
- Triệu Quốc Vinh, danh thủ cờ tướng Trung Quốc
- Triệu Vĩnh Hinh, diễn viên Đài Loan
- Triệu Hồng Kiều, ca sĩ Đài Loan
- Triệu Hựu Đình, diễn viên Đài Loan
- Triệu Tiểu Đường, ca sĩ Trung Quốc

## Người Triều Tiên họ Triệu nổi bật
- Jo In Sung (Hán Việt: Triệu Dần Thành), diễn viên Hàn Quốc
- Jo Chihun (Hán Việt: Triệu Trị Huân), kì thủ cờ vây Triều Tiên
- Jo Seung-Hui (Hán Việt: Triệu Thừa Hi), thủ phạm của Thảm sát Đại học Bách khoa Virginia
- Jo Kyuhyun (Hán Việt: Triệu Khuê Hiền), ca sĩ của nhóm nhạc Super Junior ở Hàn Quốc
- Jo Soo-min (Hán Việt: Triệu Tú Mẫn) nữ diễn viên Hàn Quốc